# Цвєтаєв В'ячеслав Дмитрович
В'ячеслав Дмитрович Цвєтаєв (* 17 січня 1893, Малоархангельск, Орловська губернія, Російська імперія — пом. 11 серпня 1950, Москва, РРФСР) — радянський воєначальник, Герой Радянського Союзу (1945), генерал-полковник (1943).

## Біографія
Народився на станції «Малоархангельск» що в 14-и км. від міста Малоархангельск в сім'ї залізничного службовця. Закінчив 6 класів гімназії у місті Орел та Тульське технічне залізничне училище в 1913 році. Працював на Московсько-Курській залізничній дорозі.
З 1914 року у Російській імператорській армії. В 1916 році закінчив Тифліську школу прапорщиків. Брав участь у Першій світовій війні з 1916 року. Останнє звання в російській армії — поручик.
У січні 1918 був демобілізований. Згодом працював у Москві на машинобудівному заводі. Пішов добровольцем у Червону Армію з травня 1918.
Брав участь у Громадянській війні. Воював на Північному, пізніше і Західному фронті. Боровся проти інтервентів, а також Польської армії у ході Польсько-радянської війни у 1920 році.
Після закінчення громадянської війни проходив службу в армії.
В 1927 році закінчив курси комскладу при Військовій академії РСЧА імені Фрунзе.
У 1930—1931 роках брав участь у боротьбі з басмачами у Середній Азії. З 1931 року старший викладач у Військовій академії імені Фрунзе.
З 1937 року — командир стрілецької дивізії у Забайкальському військовому окрузі. Через прикрий інцидент — вибух снаряду, внаслідок чого постраждало багато військовиків — у ході параду, що відбувся в травні 1938 року, комдива Цвєтаєва було звинувачено у контрреволюційній діяльності та заарештовано. Проте 9 вересня 1939 року був звільнений від ув'язнення за недоведеністю злочину.
З вересня 1939 року — знов старший викладач у Військовій академії імені Фрунзе. Із 1941 року начальник кафедри цієї ж академії.
На фронтах Німецько-радянської війни з липня 1941 року спочатку як командувач оперативною групою військ 7-ї армії в Карелії, а пізніше з травня 1942 року заступник командувача 4-й армії. Від липня 1942 року виконувач обов'язків командувача 10-ї резервної армії.
З грудня 1942 по травень 1944 року — командувач 5-ї ударної армії.
У 1943 році вступив в КПРС.
З травня по вересень 1944 року — заступник командувача 1-м Білоруським фронтом. У вересні 1944 року — командувач 6-ю армією.
З вересня 1944 до кінця війни — командувач 33-ї армією.
6 квітня 1945 присвоєно звання Героя Радянського Союзу.
Після війни — заступник головкому, головнокомандуючий Південною групою військ, з січня 1948 року — начальник Військової академії імені М. В. Фрунзе.
Похований на Новодівочому кладовищі.